# 219 Thusnelda
Thusnelda (asteroide 219) é um asteroide da cintura principal com um diâmetro de 40,56 quilómetros, a 1,8290083 UA. Possui uma excentricidade de 0,2230137 e um período orbital de 1 319,17 dias (3,61 anos).
Thusnelda tem uma velocidade orbital média de 19,41295235 km/s e uma inclinação de 10,84215º.
Este asteroide foi descoberto em 30 de Setembro de 1880 por Johann Palisa.
Este asteroide recebeu este nome em homenagem à nobre germânica Tusnelda.